# Marc-André Gragnani
Marc-André Gragnani (ur. 11 marca 1987 w L'Île-Bizard, Quebec) – kanadyjski hokeista, reprezentant Kanady, olimpijczyk.

## Kariera
- NWest Island Lions (2002-2003)
- Prince Edward Island Rocket (2003-2007)
- Rochester Americans (2007-2008)
- Buffalo Sabres (2008-2012)
- Portland Pirates (2008-2011)
- Vancouver Canucks (2012)
- Carolina Hurricanes (2012)
- Charlotte Checkers (2012-2013)
- HC Lev Praga (2013-2014)
- SC Bern (2014-2015)
- New Jersey Devils (2015-2016)
- Albany Devils (2015-2016)
- Dynama Mińsk (2016-2018)
- Kunlun Red Star (2018-2019)
- Dynama Mińsk (2019-2020)

Wychowanek Dauphins Deux Rives. Przez cztery sezony grał w lidze QMJHL w ramach CHL. Potem występował w drużynach z NHL i AHL. Był zawodnikiem Buffalo Sabres, Vancouver Canucks, Carolina Hurricanes. W maju 2013 został zawodnikiem czeskiego zespołu HC Lev Praga, występującego w rosyjskich rozgrywkach KHL. W lipcu 2014 przeszedł do szwajcarskiego SC Bern. W połowie 2015 został graczem New Jersey Devils. Stamtąd latem 2016 został przetransferowany do białoruskiego klubu Dynama Mińsk w KHL, gdzie rok potem przedłużył kontrakt. Po dwóch latach, w sierpniu 2018 przeszedł do chińskiego zespołu Kunlun Red Star, także w KHL. Rok później, latem 2019 powrócił do Mińska. Po sezonie KHL (2019/2020), w którym był najskuteczniejszym obrońcą Dynama, odszedł z białoruskiego klubu, po czym ujawnił, że nie otrzymywał tam wynagrodzenia przez trzy miesiące oraz skrytykował tamtejsze działania podczas trwającej pandemii COVID-19.
Uczestniczył w turniejach mistrzostw świata juniorów do lat 18 edycji 2005, mistrzostw świata seniorów edycji 2011 oraz zimowych igrzysk olimpijskich w 2018.

## Sukcesy
Reprezentacyjne
- Srebrny medal mistrzostw świata juniorów do lat 18: 2005
- Brązowy medal zimowych igrzysk olimpijskich: 2018

Klubowe
- Mistrzostwo konferencji AHL: 2011 z Portland Pirates
- Emile Francis Trophy: 2011 z Portland Pirates
- Puchar Szwajcarii: 2015 z SC Bern
- Finał KHL o Puchar Gagarina: 2014 z HC Lev Praga

Indywidualne
- AHL (2010/2011):
  - Pierwsze miejsce w klasyfikacji asystentów wśród obrońców w sezonie zasadniczym: 48 asyst
  - Pierwsze miejsce w klasyfikacji kanadyjskiej wśród obrońców w sezonie zasadniczym: 60 punktów
  - Pierwszy skład gwiazd AHL
  - Eddie Shore Award – nagroda dla najlepszego obrońcy sezonu
- National League A (2014/2015):
  - Pierwsze miejsce w klasyfikacji kanadyjskiej wśród obrońców w sezonie zasadniczym: 37 punktów
  - Skład gwiazd wybrany przez media (Berno)
- KHL (2016/2017):
  - Drugie miejsce w klasyfikacji asystentów wśród obrońców w sezonie zasadniczym: 33 asysty
  - Czwarte miejsce w klasyfikacji kanadyjskiej wśród obrońców sezonie zasadniczym: 37 punktów
- KHL (2017/2018):
  - Mecz Gwiazd KHL
  - Pierwsze miejsce w klasyfikacji asystentów wśród obrońców sezonie zasadniczym: 29 asyst
  - Czwarte miejsce w klasyfikacji kanadyjskiej wśród obrońców sezonie zasadniczym: 35 punktów
- KHL (2018/2019):
  - Mecz Gwiazd KHL (wybrany, nie wystąpił)